# Zuzanna Puc
Zuzanna Ewa Puc (ur. 12 sierpnia 1997 w Poznaniu) – polska koszykarka, występująca na pozycjach silnej skrzydłowej lub środkowej, od 2023 zawodniczka ENEA AZS Politechniki Poznań.
Jej ojciec Władysław był multimedalistą mistrzostw Polski w koszykówce oraz reprezentantem kraju. Jej siostra gra zawodowo w siatkówkę.
18 czerwca 2023 została zawodniczką ENEA AZS Politechniki Poznań.

## Osiągnięcia
Stan na 24 lutego 2024, ana podstawie, o ile nie zaznaczono inaczej.

### NCAA
- Laureatka medalu akademickiego – C-USA Commissioner's Academic Medalist (2017, 2018, 2019)
- Zaliczona do składu C-USA Commissioner's Honor Roll (2017, 2018, 2019)
- Zawodniczka kolejki konferencji USA (5.03.2018)
- Najlepsza pierwszoroczna zawodniczka kolejki konferencji USA (30.01.2017)[6]

### Drużynowe

#### Seniorskie
- Mistrzyni I ligi (2015 – awans do EBLK)[7]
- Awans do I ligi (2014)

#### Młodzieżowe
- Mistrzyni Polski kadetek (2012, 2013)[8]
- Wicemistrzyni Polski juniorek (2015)[9]
- Brązowa medalistka mistrzostw Polski:
  - juniorek starszych (2015, 2016)[10][11]
  - juniorek (2014)[12]

### Indywidualne
- MVP mistrzostw Polski kadetek (2013)
- Zaliczona do I składu mistrzostw Polski:
  - juniorek starszych (2015)[10]
  - juniorek (2015)[9]

### Reprezentacja
- Uczestniczka mistrzostw Europy:
  - U–20 (2016 – 8. miejsce, 2017 – 10. miejsce)
  - U–18 (2015 – 14. miejsce)